# Leopoldswijk
De Leopoldswijk, ook wel Leopoldskwartier (Frans: Quartier Léopold) is een wijk in de 
Belgische hoofdstad Brussel. De wijk vormt samen met de Wijk van de Squares de Europese Wijk. Het gaat om het gebied tussen de Kleine Ring in het westen, het Jubelpark en het Leopoldpark in het oosten, en de Jozef II-laan en de Troonstraat in respectievelijk het noorden en het zuiden. De buurt strekt zich uit over het grondgebied van de gemeentes Brussel-stad, Etterbeek, Elsene en Sint-Joost-ten-Node. Het gros van de in Brussel gevestigde instellingen van de Europese Unie zijn hier gesitueerd.

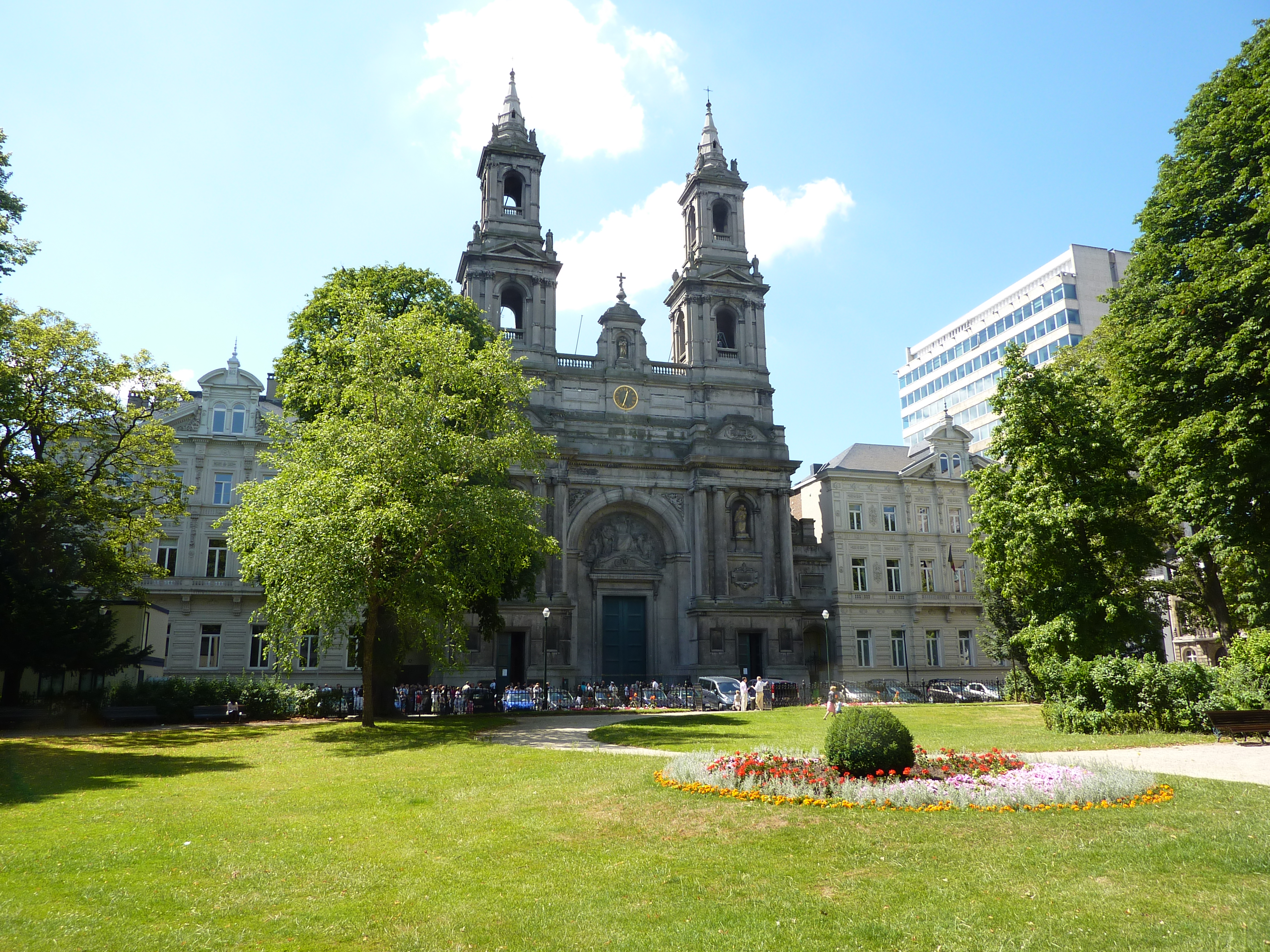
De Sint-Jozefskerk aan het Frère-Orbanplein, in het westen van de Leopoldswijk

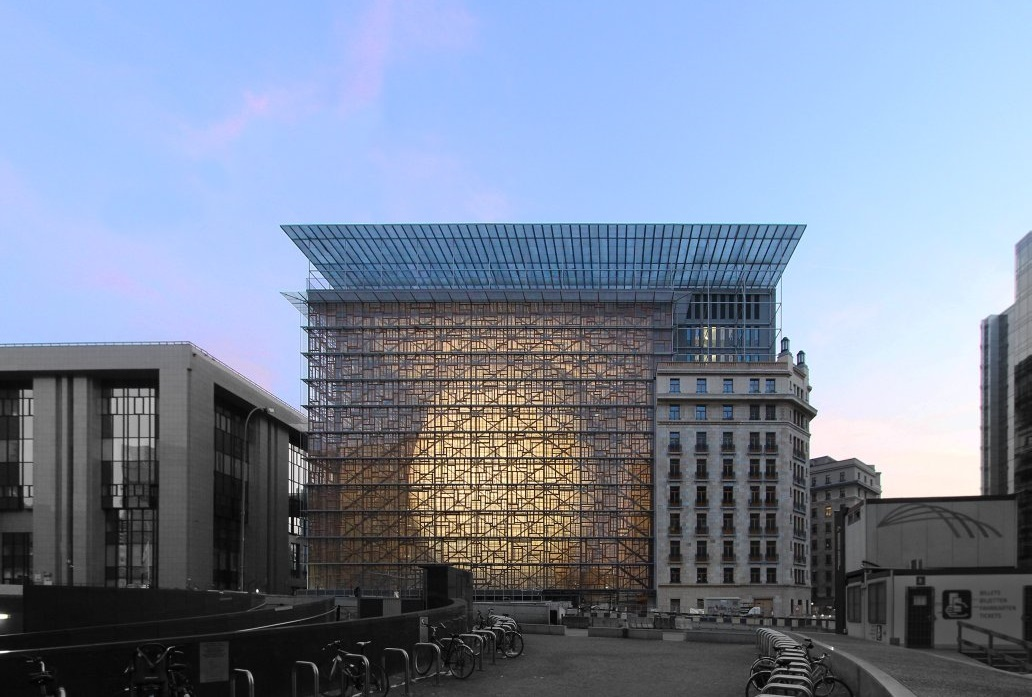
Europagebouw

De Leopoldruimte is slechts een deel van de Leopoldswijk, en is het geheel van de parlementsgebouwen.

## Ontstaan en uitbouw
De Leopoldswijk is een realisatie van de Societé civile pour l'agrandissement et l'embellissement de la capitale de la Belgique, een maatschappij die in 1837 in het leven werd geroepen door de gouverneur van de Generale Maatschappij, Ferdinand de Meeûs, en vertegenwoordigers van de politieke en financiële kringen. Al op 15 november 1835 had Ferdinand de Meeûs een maatschappij opgericht om gronden aan te werven. Men had toen al het idee Brussel uit te breiden en kocht zo geleidelijk de gronden van de gemeente Sint-Joost-ten-Node. Met de bouwcampagne mikte de maatschappij op een publiek van aristocraten en gegoede burgers. Koning Leopold I sloot zich aan bij dit initiatief en stond toe dat het zijn naam kreeg. Architect Tilman-François Suys ontwierp de plattegrond in dambordpatroon waarin twee vierhoekige pleinen waren opgenomen, de Frère-Orbansquare en de Meeûssquare; zij lagen in het verlengde van de hoofdassen van het Warandepark. De gebouwen werden op percelen van 7 bij 21 meter opgetrokken en getuigen van zeer diverse invloeden. Dit harmonische geheel onderging met de opkomst van de tertiaire sector een grootschalige sloop.
Een van de klassieke panden die is blijven bestaan is het complex van de Concert Noble.

## Ontwikkeling tot Europese wijk

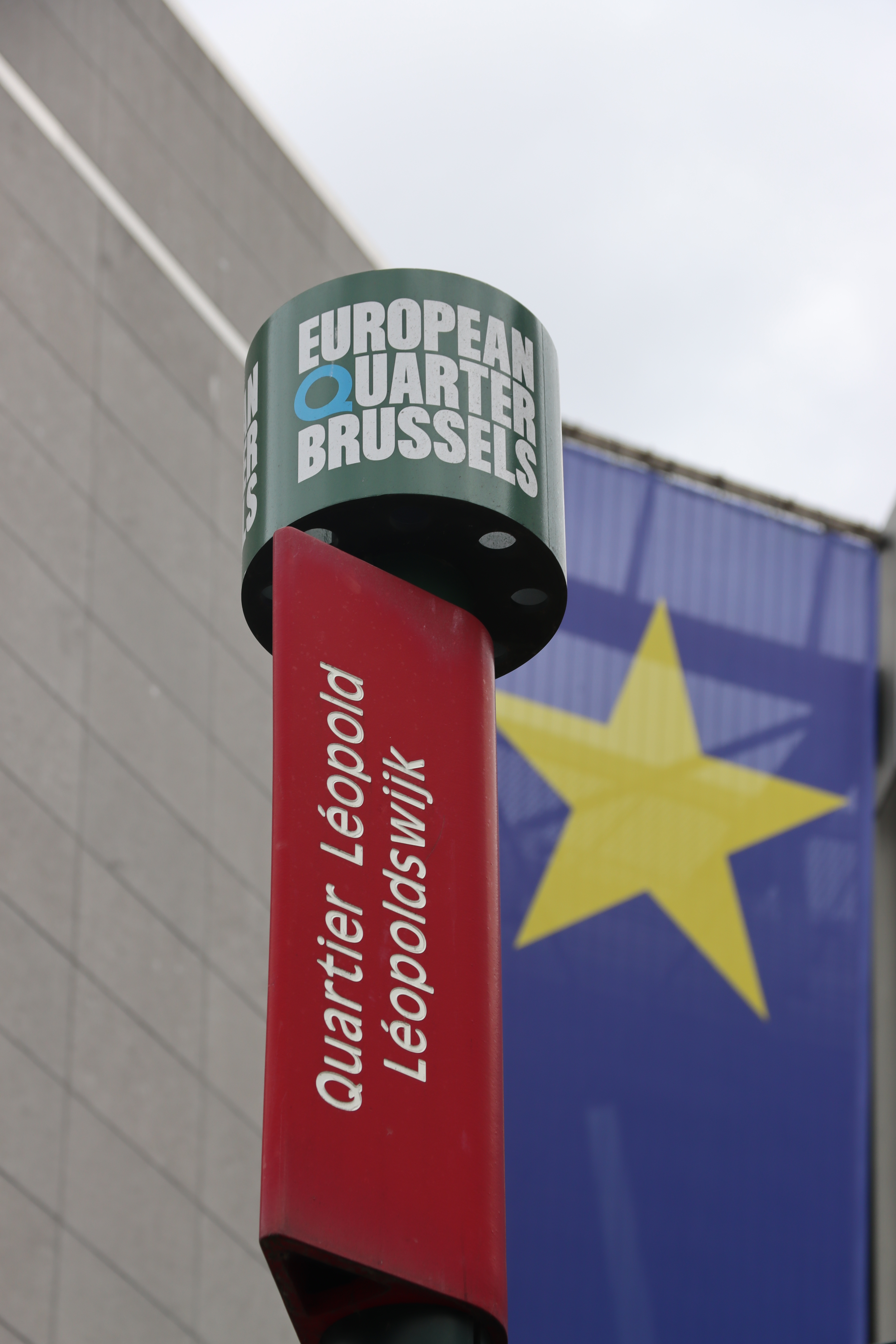
European Quarter Brussels

De nieuwbouw is opgetrokken in postmoderne en internationale stijl en bestaat uit grote kantoorgebouwen die dienen als vergaderruimten voor Europese instellingen.
Aan de Wiertzstraat bevindt zich de Brusselse vestiging van het Europees Parlement, waar de plenaire vergaderingen plaatsvinden. Vlak hierbij bevindt zich het Internationaal Conferentiecentrum, het NMBS-station Brussel-Luxemburg en het Luxemburgplein met vele uitspanningen.
Aan het Schumanplein bevinden zich het Berlaymontgebouw (waar de Europese Commissie zetelt), The Capital (Europese dienst voor extern optreden) en het Justus Lipsiusgebouw (van de Raad van de Europese Unie). Van dit plein naar het westen loopt de Wetstraat (met het Karel de Grotegebouw en het Europagebouw en het Lex-gebouw), een belangrijke oost-westas voor de wijk en invalsweg voor Brussel. Verderop in deze straat (maar niet langer in de Leopoldswijk) bevindt zich het 19e-eeuwse Paleis der Natie, de zetel van het Federaal Parlement van België. Ondergronds bevinden zich het spoorwegstation Brussel-Schuman en metrostation Maalbeek.
De meeste ambtenaren van de Europese instellingen wonen in de oostrand van het Brussels Hoofdstedelijk Gewest, de Europarlementariërs wonen veelal vlak bij het parlementsgebouw in het woonkwartier in de wijk, het Europees district. De vele in appartementen gesplitste huizen en flatgebouwen staan er tussen de jugendstilhuizen (Zie ook: Wijk van de Squares). De prijzen voor woonruimte zijn er torenhoog.
Tussen de zetel van het Europees Parlement (Leopoldruimte (Willy Brandtgebouw, Paul-Henri Spaakgebouw, Altiero Spinelligebouw, József Antallgebouw, Parlementarium, Stefan Zweiggebouw) en de Belliardstraat (met het Wilfried Martensgebouw) ligt het vroeg-twintigste-eeuwse Leopoldpark, omringd door de Solvay-bibliotheek, het Huis van de Europese Geschiedenis, het Museum voor Natuurwetenschappen en het conservatorium Lycée Jacqmain. Vlakbij staat het Congrescentrum Albert Borschette. Ten oosten van het Schumanplein, op de as van de Wetstraat, ligt het laat-negentiende-eeuwse Jubelpark. In dit park zijn verschillende musea te vinden: het Koninklijk Museum voor Kunst en Geschiedenis, het het Koninklijk Museum van het Leger en de Krijgsgeschiedenis en Autoworld. In een van de zijstraten staat het Cauchiehuis.
Verdere Europese instellingen in de wijk zijn het Europees Economisch en Sociaal Comité en het Europees Comité van de Regio's (met het Jacques Delorsgebouw en Van Maerlantgebouw), de Europese Ombudsman, de Raad van de Europese Unie, het Europees Investeringsfonds en het Publicatiebureau. Ook bevindt zich er een Europese School.
In 2024 verhuisden verschillende diensten van de Commissie uit de Europese Wijk naar het North Light-gebouw aan de Bolivarlaan in de Noordwijk.